# Португальская Восточная Африка

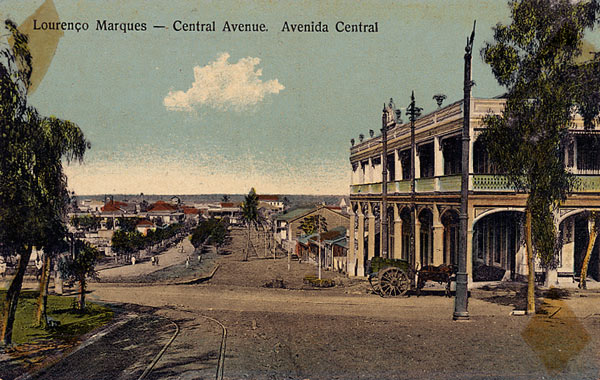
Лоуренсу-Маркиш в 1905 году.

Португа́льская Восто́чная А́фрика (порт. Estado da África Oriental), или Португа́льский Мозамбик — неофициальное наименование колониальных владений Португальской империи в Восточной Африке (начало XVI в. — 1975). В настоящее время — Республика Мозамбик.

## История
В 1498 году Васко да Гама, следуя в Индию, высадился на территории современного Мозамбика. Португальцев поразило обилие золота, меди, железа, слоновой кости, бисера, тканей и фарфора, которые грузились в местных портах.
В 1505 году португальцы начали колонизацию Мозамбика, овладев гаванью и городом Софала. Из привозного камня европейцы соорудили форт и здание торговой фактории. Стремясь закрепиться на восточноафриканском побережье, португальцы стали строить форты на прибрежных островах и на побережье океана или превращать в военные укрепления поселения, созданные до них арабами. К 1530 году были сооружены форты Сена и Тете на берегах реки Замбези, в течение XVI века была построена крепость на острове Мозамбик (первоначальный форт Сан-Себастьян был возведён ещё в 1508 году). Остров Мозамбик на долгие годы стал местом, где останавливались суда, направлявшиеся в Индию или из Индии, и откуда вглубь континента отправлялись экспедиции в поисках золота. До конца XIX века город, построенный португальцами на острове Мозамбик, был главным военным, политическим и культурным форпостом Португалии, столицей её владений в Восточной Африке. Его значение в европейской морской торговле со странами Индийского океана ослабло лишь с прокладкой Суэцкого канала.
В 1544 году Лоуренсу Маркиш исследовал побережье и открыл залив, где впоследствии был основан город, названный его именем, с конца XIX века ставший столицей Мозамбика, с 1975 года получивший название Мапуту.
Большую роль в колонизации страны сыграли католические миссионеры, следовавшие за португальскими войсками и купцами от океанского побережья по реке Замбези в глубинные районы. В борьбе за контроль над торговлей в Восточной Африке португальцам пришлось преодолевать ожесточённое сопротивление арабских купцов, издавна поддерживавших торговые связи с внутренними районами Африки южнее Сахары.
В 1569—1572 годах Франсишку Баррету возглавил португальскую экспедицию вглубь южноафриканского государства Мономотапа, преследовавшую цель захватить легендарные золотые копи империи. Попытки португальцев завоевать это государство закончились неудачей, однако оно было вынуждено подписать с Португалией договор о передаче ей золотых и серебряных рудников в обмен на оружие и поддержку в борьбе с мятежными правителями окраинных областей. К XVIII веку нашествие воинственных розви с севера и междоусобные распри привели к распаду Мономотапы.
Захват португальцами побережья нарушил традиционные торговые связи, поддерживавшиеся через восточноафриканские порты. Торговля, а за ней и прибрежные города пришли в упадок.
Ещё в XVI веке из португальских владений начинается вывоз рабов в Бразилию. С середины XVII века острова Мозамбик и Ибо, а также порт Келимане превращаются в основные центры работорговли, продолжавшейся до начала XX века, несмотря на её формальное запрещение.
До 1752 года, когда португальские владения в Восточной Африке были официально объявлены отдельной колонией Мозамбик, они управлялись португальским вице-королём Индии (с резиденцией в Гоа).
Претензии Португалии на территории, расположенные между её крупнейшими африканскими колониями Мозамбиком и Анголой, имевшие целью объединение её африканских владений, привели к столкновению с интересами другой колониальной державы — Великобритании. После длительных переговоров 11 июня 1891 года был заключён англо-португальский договор, определивший границы современного Мозамбика.
К началу XX века Португалия уступила управление большими территориями своей колонии трём частным британским компаниям: Компании Мозамбика, Компании Замбези и Компании Ньяса. Эти компании построили железные дороги, связавшие Мозамбик с соседними колониями Великобритании, и обеспечивали поставки дешёвой рабочей силы на плантации и шахты стран региона.
После Второй мировой войны Португалия не последовала примеру других стран Европы и не стала предоставлять независимость своим колониям. Они были объявлены «заморскими территориями», в них продолжалась миграция из метрополии.

### Национально-освободительное движение
В условиях деколонизации большинства стран континента и роста влияния национально-освободительных движений на международной арене, в португальских владениях начались процессы политической консолидации оппонентов режима. В начале 1960-х эмигрантами из Мозамбика были созданы партии «Африканский национальный союз Мозамбика» и «Национальный демократический союз Мозамбика», которые в 1962 году объединились во Фронт освобождения Мозамбика (ФРЕЛИМО), который возглавил Эдуардо Мондлане (ранее он был выслан из Мозамбика в Южноафриканский Союз за участие в студенческом движении, затем преподавал в Сиракузском университете США и работал в Совете по опеке ООН). Штаб-квартира ФРЕЛИМО размещалась в Дар-эс-Саламе (Танзания).
Внутренние конфликты в середине 1963 года привели к расколу в его рядах, после чего в организации остались лишь сторонники Мондлане, а ФРЕЛИМО было признано Организацией африканского единства как основное национально-освободительное движение Мозамбика и получало от неё всестороннюю помощь.
Отказ колониальных властей вести переговоры с ФРЕЛИМО и подавление любых мирных форм протеста привели к тому, что 25 сентября 1964 года фронт призвал население к всеобщему вооружённому восстанию против португальской колониальной власти. С самого начала фронт поддерживал тесные контакты с повстанческими группами Анголы (МПЛА) и Гвинеи-Бисау (ПАИГК).
Освободительная армия, численность которой к концу 1967 года превысила 8 тыс. чел., опираясь на базы в Танзании и поддержку СССР и Китая, перешла от диверсий и атак на военные посты к нападениям на административные центры и освобождению целых районов на севере страны. Несмотря на то, что колониальные власти располагали 30-тысячной армией, а также пользовались экономической и военной поддержкой ЮАР и Южной Родезии, к 1974 году бойцы ФРЕЛИМО освободили территории общей площадью 200 тыс. кв. км, где создавались органы самоуправления, школы, больницы и так наз. народные магазины для населения. И хотя ФРЕЛИМО был в состоянии даже проводить на подконтрольной территории партийные съезды, однако в целом военные специалисты оценивают итог противостояния к середине 1970-х годов как ничейный. Колониальные власти, сохраняя полный контроль над городами и важнейшими коммуникациями, жестоко расправлялись с оказывавшим поддержку повстанцам мирным населением, часть которого была вынуждена бежать в соседние Малави и Танзанию. 3 февраля 1969 года в Дар-эс-Саламе в результате террористического акта был убит Эдуард Мондлане. Новым лидером ФРЕЛИМО в 1970 году стал Самора Машел. Руководство Фронта взяло курс на укрепление сотрудничества с СССР, ГДР и другими социалистическими государствами Европы. Одновременно усилился международный нажим на португальские власти, чему способствовали публичные разоблачения зверств колониальной армии по отношению к мирному населению Мозамбика.
В апреле 1974 года в Португалии произошёл левый военный переворот, известный как Революция гвоздик. Новые власти предоставили независимость всем африканским колониям. 7 сентября 1974 года в Лусаке были подписаны соглашения о предоставлении Мозамбику самостоятельности с 25 июня 1975 г. Было создано переходное правительство, в которое вошли представители ФРЕЛИМО и португальского правительства. Осенью 1974 года, пытаясь не допустить ФРЕЛИМО к власти, экстремистские и расистские организации белого меньшинства предприняли попытки военного переворота, которые были сорваны совместными усилиями подразделений португальской армии и бойцов ФРЕЛИМО. В течение года почти всё этнически португальское население покинуло страну (в Португалии их называли retornados, возвращенцами); тех, кто не захотел покинуть свои дома и земельные владения по собственной воле, вынудили это сделать новые власти. 25 июня 1975 года была провозглашена независимость Мозамбика.

## Официальные наименования
На протяжении своей истории Португальская Восточная Африка носила следующие официальные наименования:
- Капитанство Софала (порт. Capitania de Sofala) (1501—1569);
- Капитанство Мозамбик и Софала (порт. Capitania de Moçambique e Sofala) (1570—1676);
- Генерал-капитанство Мозамбик и Риуш де Софала (порт. Capitania-Geral de Moçambique e Rios de Sofala) (1676—1836);
- Провинция Мозамбик (порт. Província de Moçambique) (1836—1891);
- Государство Восточная Африка (порт. Estado da África Oriental) (1891—1893);
- Провинция Мозамбик (порт. Província de Moçambique) (1893—1926);
- Колония Мозамбик (порт. Colónia de Moçambique) (1926—1951);
- Провинция Мозамбик (порт. Província de Moçambique) (1951—1972);
- Государство Мозамбик (порт. Estado de Moçambique) (1972—1975).

Следует отметить, что в период с 1891 по 1893 годы наименование «Провинция Мозамбик» соответствовало лишь одной из двух провинций Государства Восточная Африка (вторая называлась «Провинцией Лоренсу-Маркиш» (порт. Província de Lourenço Marques).
Также стоит отметить, что начиная с 1911 года в отношении Мозамбика стал использоваться термин «колония» как альтернативный наименованию «провинция». С принятием новой конституции колонии Мозамбик («Carta Orgânica da Colónia de Moçambique») в 1926 году наименование «Колония Мозамбик» стало преобладающим, хотя иногда встречалось и наименование «Провинция Мозамбик» — так продолжалось до 1951 года, когда это название вновь получило статус официального.

## Экономика
Территория Португальской Восточной Африки была богата полезными ископаемыми. В больших количествах выращивался сахарный тростник, в обширных лесах росли деревья ценных пород.
В колонии имелось несколько хороших портов, а главный порт колонии, её столица — Лоуренсу-Маркиш — была связана железной дорогой с Трансваалем. Главным поставщиком золота служил город Бейра. Он был связан железной дорогой с Иньямбане, Шинде, Келимане, Ибо и провинцией Мозамбик. Кроме того, многие крупные реки и озеро Ньяса также использовались как пути сообщения. В XIX веке Европу с Мозамбиком связывало пароходное сообщение.
Торговлю с внутренними районами контролировали выходцы из Индии, торговлю на побережье — английские торговые дома.

## Административное деление
Территория Португальской Восточной Африки делилась на следующие провинции: Мозамбик, Замбези, Тете, Иньямбане, Лоренсу-Маркиш и военный округ Газа. Каждой провинцией управлял губернатор, резиденция генерал-губернатора находилась в Лоренсу-Маркише.

## Общество
Коренное население колонии относилось к группе народов банту и на конец XIX века насчитывало 3 млн. человек. Число белых жителей в колонии составляло всего несколько тысяч.